# Izabela Kuna
Izabela Kuna (sinh ngày 25 tháng 11 năm 1970 tại Tomaszów Mazowiecki) là một nữ diễn viên người Ba Lan.

## Học vấn và sự nghiệp
Năm 1989, cô tốt nghiệp trường trung học Stefan Żeromski số 2 ở Tomaszów Mazowiecki. Sau đó, cô tốt nghiệp Trường Điện ảnh, Truyền hình và Sân khấu Quốc gia ở Łódź  vào năm 1993.
Những bộ phim tiêu biểu mà cô đã đóng vai chính là The Debt (1999) trong vai vợ của Matczak,  33 sceny z życia (2008) trong vai Kaśka, Marie Curie: The Courage of Knowledge (2016) trong vai Bronisława Skłodowska và phim Clergy (2018) trong vai người giáo viên.
Từ năm 1993 đến năm 2011, cô đã tham gia diễn xuất trên sân khấu của Nhà hát Polski ở Warsaw.
Vào năm 2004, tại Liên hoan "Hai nhà hát" (Nhà hát Phát thanh và Nhà hát Truyền hình Ba Lan) ở Sopot, vai diễn Łucja trong vở kịch Łucja i jej dzieci đã giúp cô mang về giải thưởng Grand Prix ở hạng mục Nữ diễn viên chính xuất sắc nhất.

## Đời tư
Con gái đầu lòng của cô với nam diễn viên Dariusz Kurzelewski tên là Nadia (sinh năm 1996). Ngoài ra, cô cũng có một người con trai với nhà biên kịch Marek Modzelewski tên là Stanisław (sinh năm 2009).